# کوهستان هونگ‌شان
کوهستان هونگ‌شان یا کوه زرد در رشته کوه جنوب استان آنهویی در شرق چین واقع است. این کوه به دلیل مناظر زیبای آن از جمله غروب، درختان کاج و قله‌های گرانیت میان ابرها موضوع مکرر نقاشی‌های سنتی چینی و ادبیات، و همچنین عکاسی‌های مدرن است.کوهستان هونگ‌شان یکی از مکان‌های مهم گردشگری در چین است و در سال ۱۹۹۰ به عنوان مکانی ترکیبی (طبیعی _ فرهنگی) در فهرست میراث جهانی یونسکو ثبت شده‌است.

## نگاره‌ها

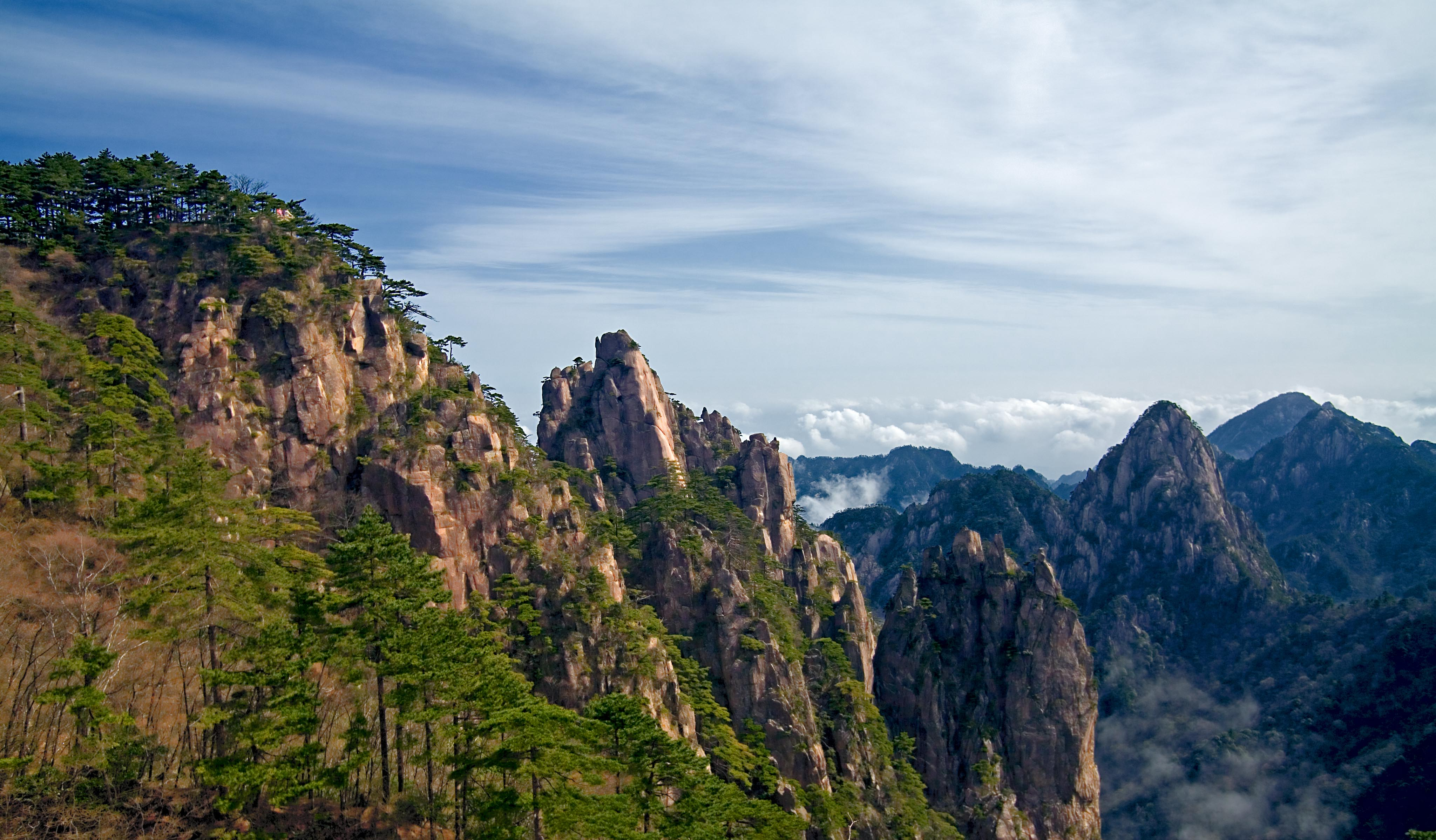
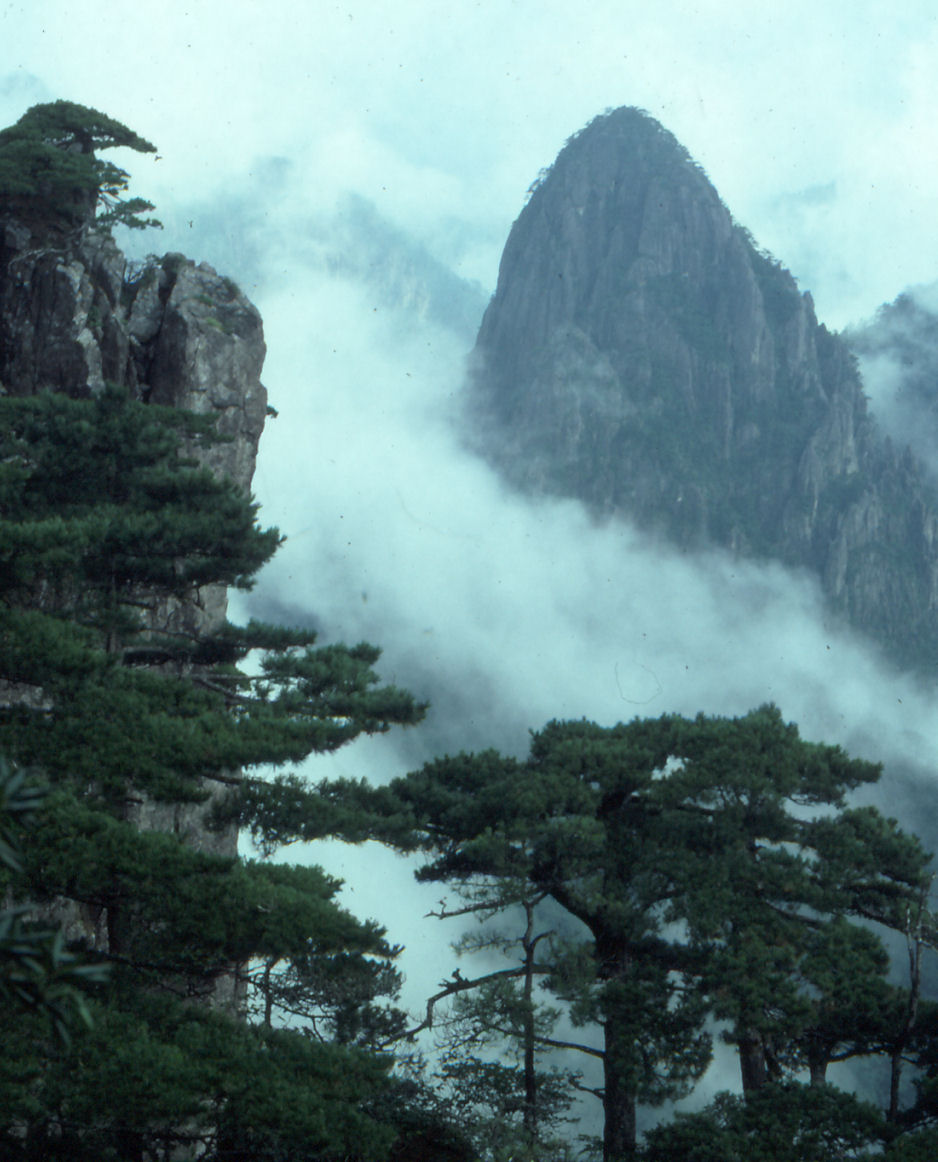
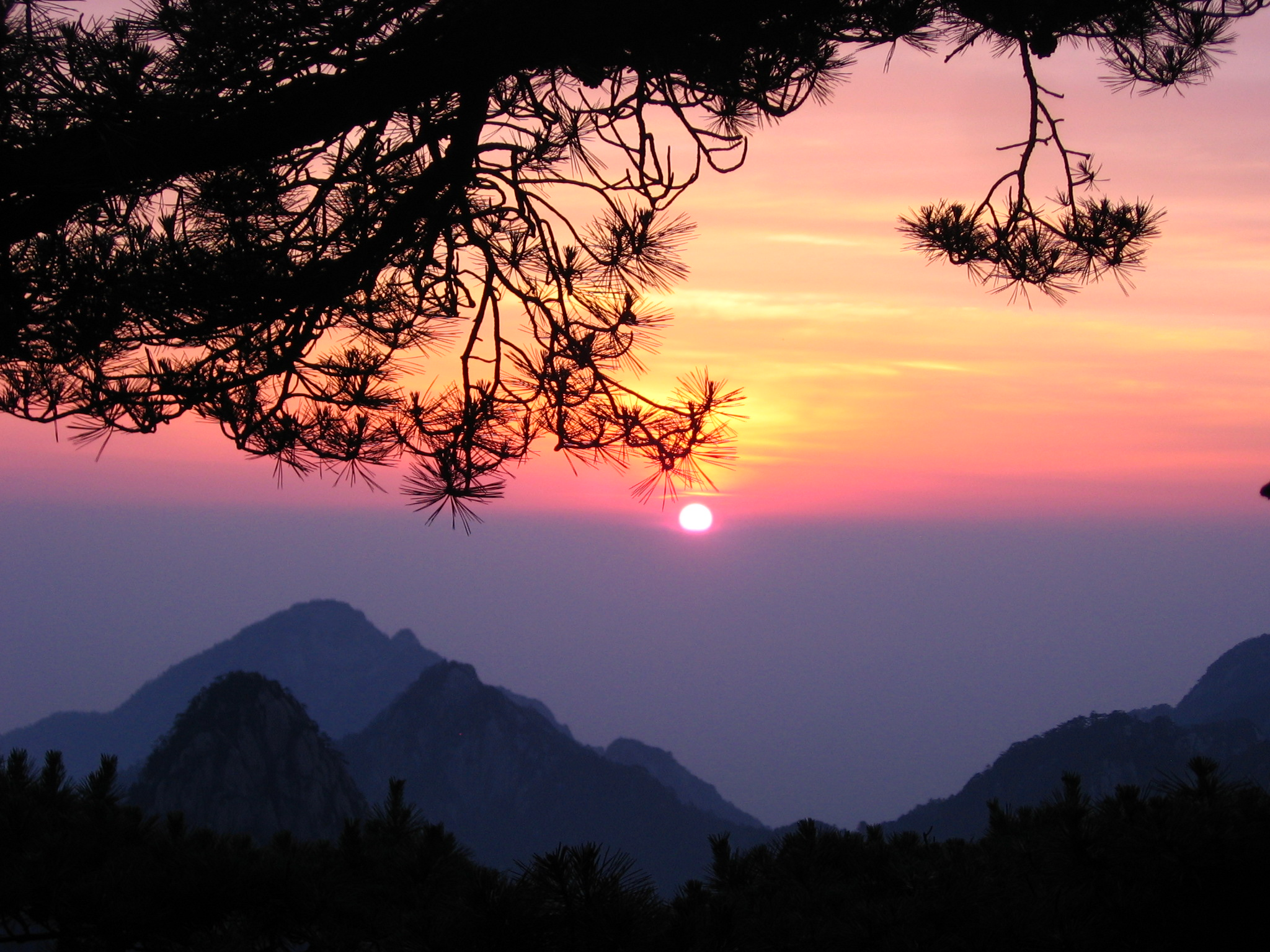
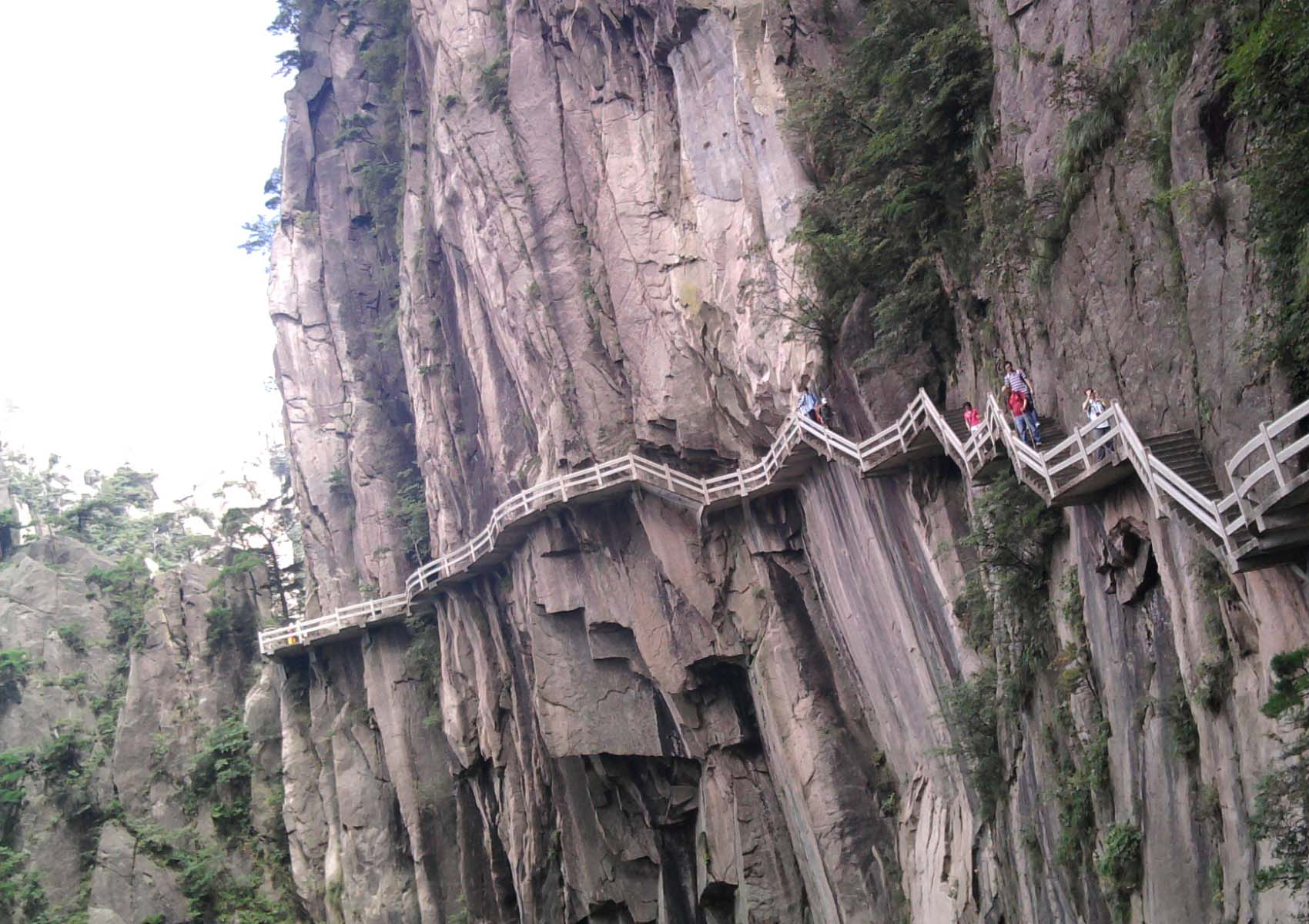